# Birsteinius clavatus
Birsteinius clavatus är en kvalsterart som beskrevs av Krivolutsky 1965. Birsteinius clavatus ingår i släktet Birsteinius och familjen Liacaridae. Inga underarter finns listade.